# Mesostoma arctica
Mesostoma arctica är en plattmaskart. Mesostoma arctica ingår i släktet Mesostoma och familjen Typhloplanidae. Inga underarter finns listade i Catalogue of Life.